# Le Marteau de Dieu (roman)
Pour les articles homonymes, voir Le Marteau de Dieu.
Le Marteau de Dieu (titre original : The Hammer of God) est un roman de science-fiction d'Arthur C. Clarke publié en 1993.

## Résumé
Au XXIIe siècle, l'Homme a essaimé sur la Lune et Mars. Apparaît un gigantesque astéroïde qui fonce sur la Terre. Baptisé Kali, en hommage à la déesse de la destruction, il va la percuter de plein fouet, détruisant une grande partie de sa vie.
Une mission est alors mise au point. Le vaisseau Goliath, commandé par Robert Singh, est chargé d'intercepter cet astéroïde, et de modifier sa trajectoire afin qu'il évite la Terre. Mais certains espèrent la catastrophe, et vont tout faire pour que la mission soit un échec...